# 2014년 2월 우크라이나 교통 봉쇄
우크라이나 교통 봉쇄(우크라이나어: Блокування транспортного сполучення в лютому 2014)는 빅토르 야누코비치가 이끄는 우크라이나 정부가 유로마이단 시위대의 우크라이나의 다른 지역에서 키이우 및 기타 키이우 구역에서 독립광장으로 넘어오는 것을 막기 위해 시행한 일련의 교통 통제 정책이다.

## 키이우 지하철 봉쇄
2014년 2월 18일 오후 4시(우크라이나 현지 시간)에 키이우 지하철은 "테러리스트 공격 위협"을 이유로 운행을 중지했다. 2월 20일 오전 10시 유로마이단 시위대는 폴리테크니치니 인츠투트 역(Politekhnichnyi Instytut)의 키이우 지하철 본사에서 지하철을 다시 운행하라는 요구 사항과 함께 모여들었다. 전 키이우 도시 주지사 이반 세일리 또한 지하철 운행 재개를 요구했다. 2월 20일 오후 4시, 포즈니아키 역에서 페체르스카 역까지 티투스키 세력들이 지하철로 이동했다고 르비프스카 가제타(Lvivska gazeta) 방송국이 전했다. 지하철 관계자는 경찰 및 다른 사람들을 지하철을 통해 운송했다는 사실을 반박했다.
2월 20일 아침 키이우 지하철이 부분적으로 재개되었다.
2014년 2월 24일, 지하철은 마이단 네잘레즈노스티 역(독립광장역)을 포함한 전 구간이 재개되었다.

## 키이우 차량 통제
2014년 2월 19일 오전 2시, 모래로 가득 찬 덤프트럭들이 지토미르, 드니프로페테르우시크, 오데사, 브로바리, 보리스필, 바르샤바로 이어지는 고속도로를 포함한 키이우로 이어지는 주요 고속도로를 차단했다. 키이우로 향하는 입구에는 무장 괴한이 지키고 있었던 것이 확인되었다.

## 키이우 철도 봉쇄
2014년 2월 19일 밤, 우크라이나 철도청은 리비우-키이우로 이어지는 사우스웨스턴 철도의 그라우스 역부터 코로스텐 역까지 전 구간의 운행을 중지한다고 통보했다.
2014년 2월 20일 오전 11시, 우크라이나 철도청은 키이우부터 르비프 철도까지의 통제를 "기상 조건 및 선로의 기술적인 문제로 인해" 코르지브시 역부터 데라지냐 역(흐멜니스키 역-제메른카 역 구간)까지 운행을 중단한다고 발표했다. 또한, 이날에는 키이우에서 서쪽으로 운행하는 모든 열차에 대한 열차 티켓 발급을 중단시켰다.